# Montgomery Blair
Pour les articles homonymes, voir Blair.
Montgomery Blair, né le 10 mai 1813 dans le comté de Franklin (Kentucky) et mort le 27 juillet 1883 à Silver Spring (Maryland), est un homme politique américain. Membre du Parti démocrate puis du Parti républicain, il est Postmaster General des États-Unis entre 1864 et 1865 dans l'administration du président Abraham Lincoln.

## Biographie

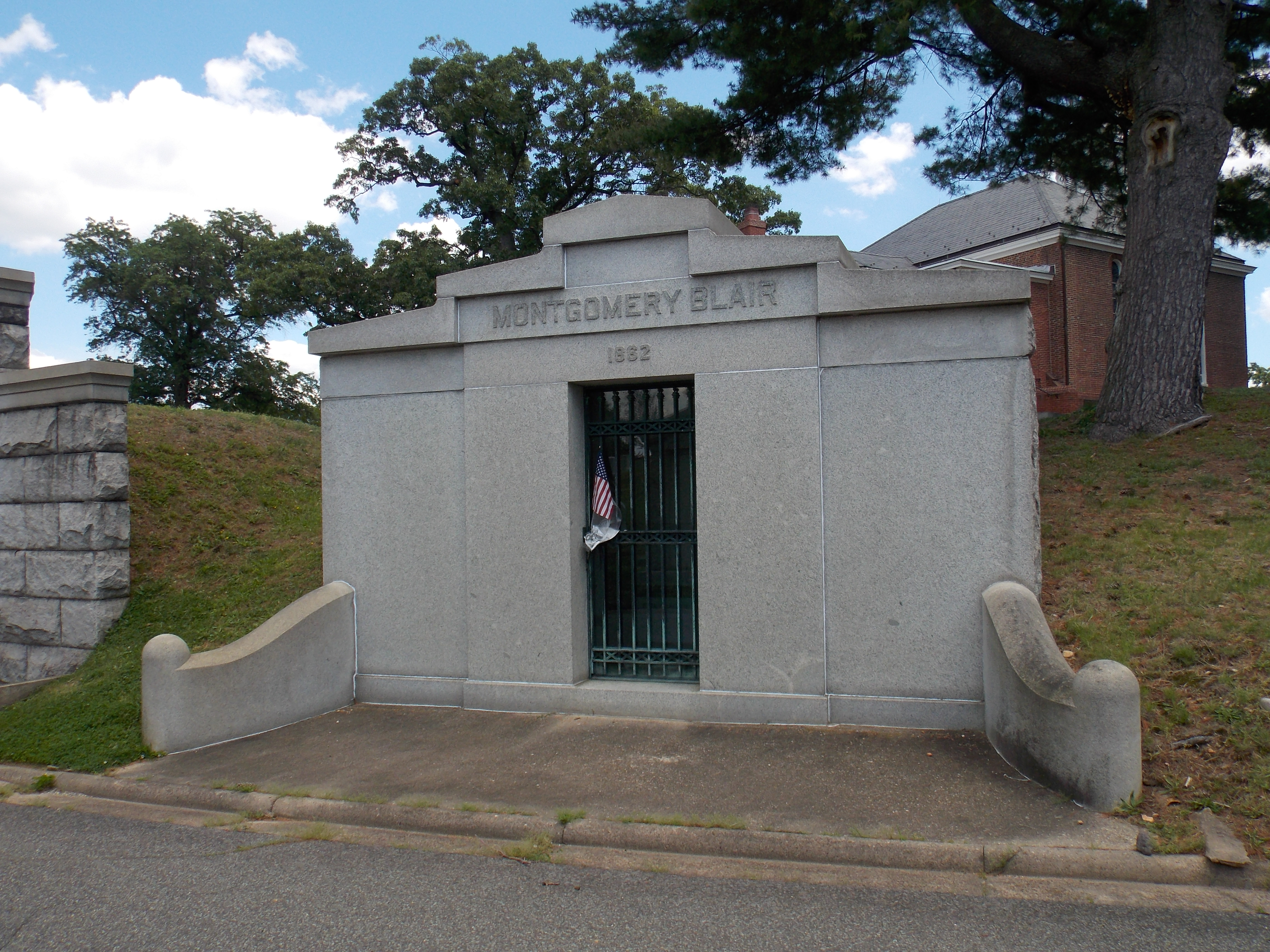
Sépulture de Montgomery Blair.